# 로빈 커즌스

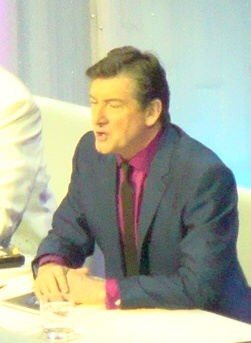

로빈 커즌스(영어: Robin Cousins, 1957년 8월 17일 ~ )는 영국의 전직 피겨 스케이팅 선수이다. 1980년 동계 올림픽 금메달리스트이며, 세계 선수권 대회에서 메달을 4번 획득했다. 1980년 BBC 올해의 스포츠인상 수상자이기도 하다.

## 성장 과정
로빈 커즌스는 브리스틀에서 태어났다. 커즌스는 16세때 스케이트에 전념하기 위해 학교를 중퇴했다. 런던으로 이주한 후, 그는 백화점에서 선반 스태킹 작업을 했다.

## 선수 경력
경험을 즐긴후, 그는 일년 반후 크리스마스에 대한 교훈을 요청했다. 그는 12세때 1969년 전국 선수권 대회 노비스 부문에서 처음으로 우승했다. 14세의 나이로, 그는 영국 선수권 대회 주니어 부문에서 우승했고, 같은 해에 국제 무대에 데뷔했다. 그는 나중에 카를로 파시의 지도를 받았다. 1977년 세계 선수권 대회에서 그의 왼쪽 무릎 연골이 파열되었고 제자리에 고정되었다. 1980년까지, 그는 모두 왼쪽과 오른쪽 무릎에 큰 수술을 받았다.
커즌스는 은퇴 의후 브라이턴에서 살고 있다.